# 萝斯·德容
萝斯·德容（荷蘭語：Roos de Jong，1993年8月23日—），荷兰女子赛艇运动员，2020年夏季奥林匹克运动会女子双人双桨铜牌得主、2024年夏季奥林匹克运动会女子四人双桨银牌得主。